# Anna G. Krause
Anna G. Krause (* 14. Januar 1895 in Baltimore; † 18. März 1968 in Carmel-by-the-Sea) war eine US-amerikanische Romanistin und Hispanistin.

## Leben und Werk
Anna Krause studierte in Los Angeles und promovierte 1928 in Chicago mit der Arbeit La novela sentimental 1440–1513. Von 1920 bis 1958 lehrte sie an der University of California at Los Angeles, ab 1954 als Full Professor, ab 1956 als Chairman des Department of Spanish and Portuguese.

## Werke
- España y la cultura española, Chicago 1929
- Jorge Manrique and the cult of death in the cuatrocientos, Berkeley 1937
- Azorín, the little philosopher. Inquiry into the birth of a literary personality, Berkeley 1948 (spanisch: Azorín, el pequeño filósofo; indagaciones en el origen de una personalidad literaria, Madrid 1955)